# Drakaea thynniphila
Drakaea thynniphila là một loài thực vật có hoa trong họ Lan. Loài này được A.S.George mô tả khoa học đầu tiên năm 1984.